# Wyka kaszubska
Wyka kaszubska (Vicia cassubica L.) – gatunek rośliny z rodziny bobowatych. Określenie „kaszubska” pochodzi od Kaszub. Gatunek ten występuje jednak nie tylko na Kaszubach, lecz także w prawie całej Europie oraz w Azji Zachodniej i na Kaukazie. W Polsce jest średnio pospolita na całym obszarze kraju.

## Morfologia

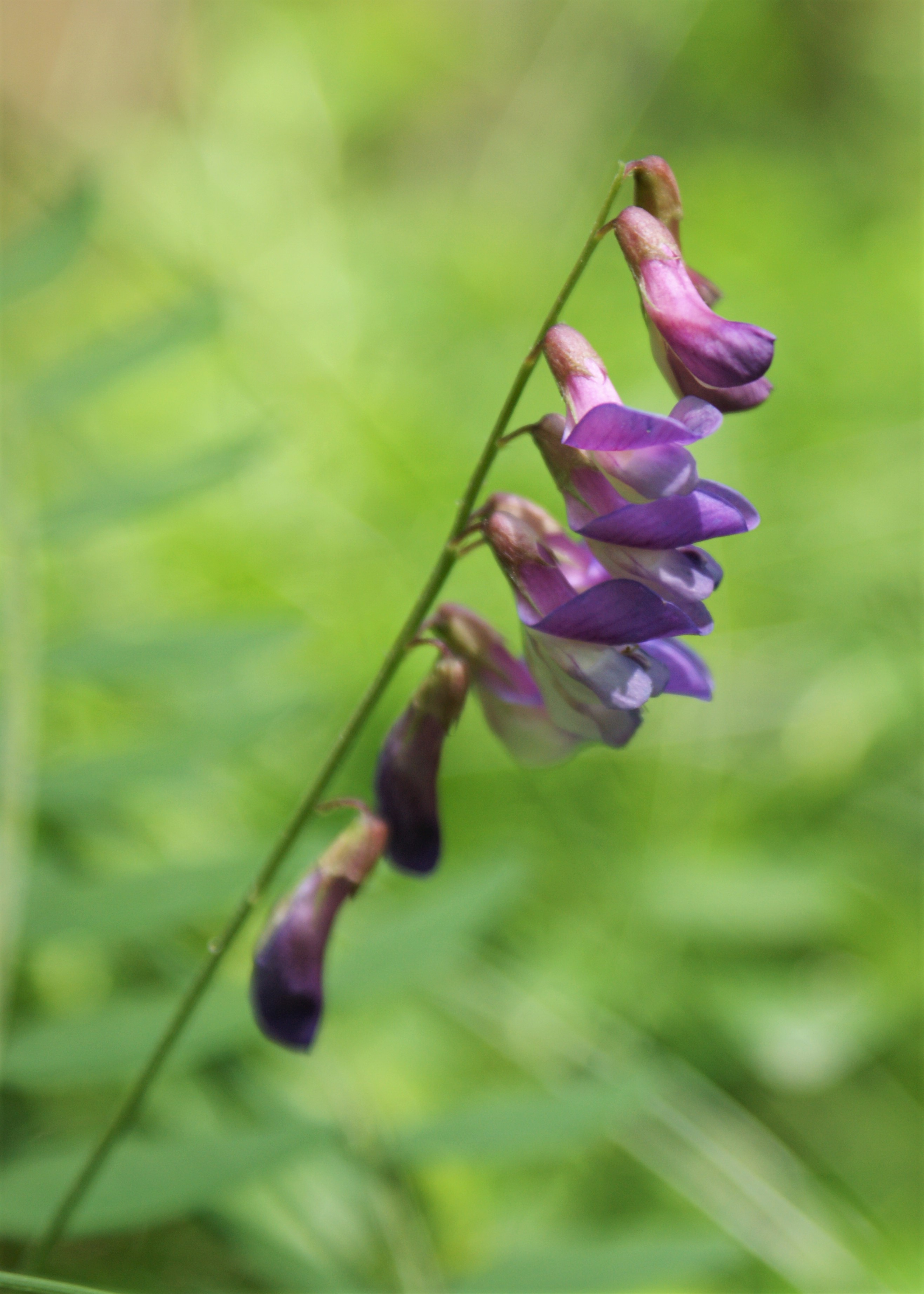
Kwiatostan

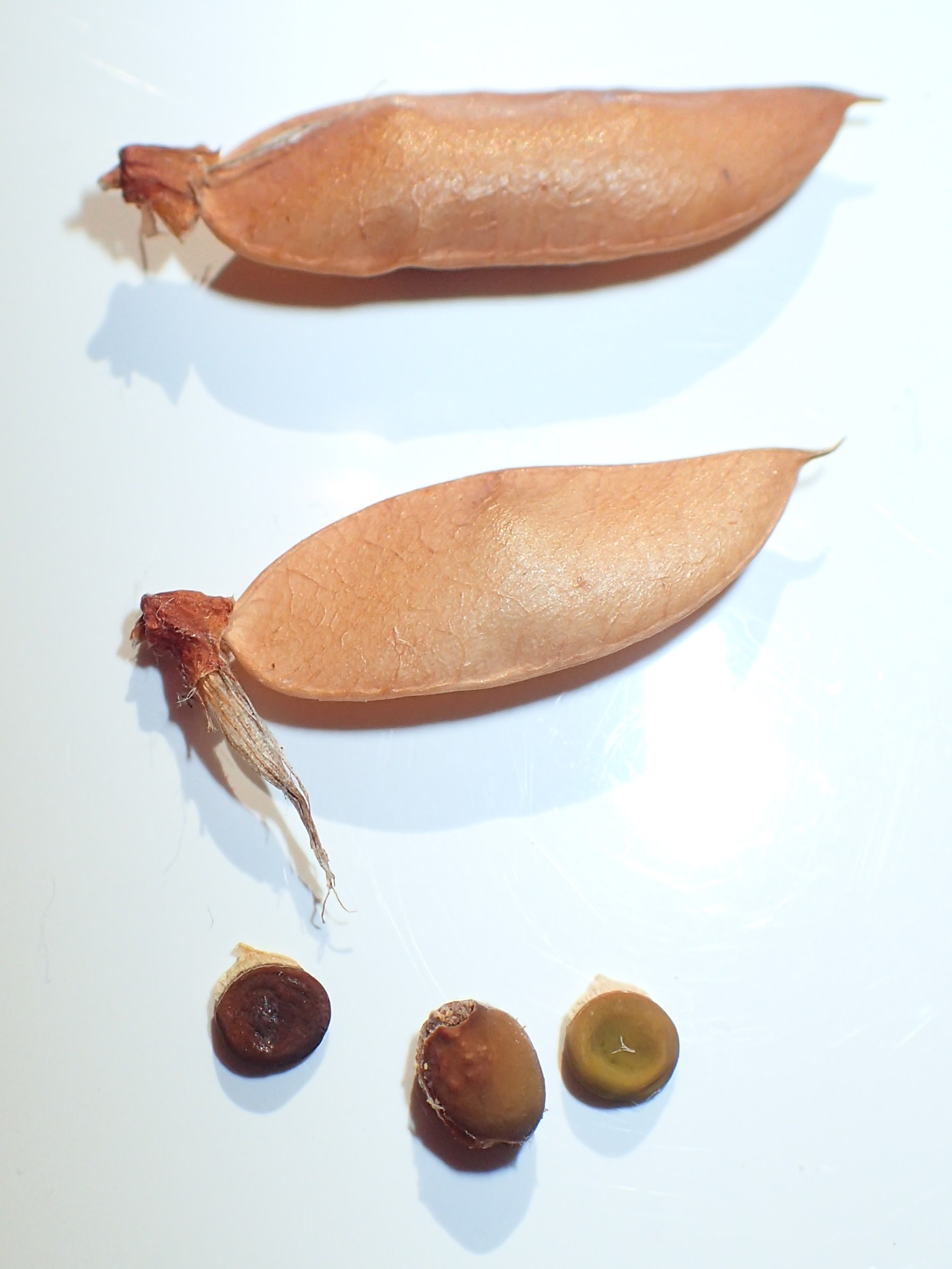
Owoce i nasiona

ŁodygaNaga lub krótkoowłosiona, wzniesiona lub pnąca się, o długości około 30–60 cm.
LiścieParzystopierzaste, złożone z 8–12 par eliptycznych listków. Ich krótkie i liczne nerwy boczne wyrastające pod kątem 45° do nerwu głównego są siatkowato połączone. Przylistki całobrzegie. Kwitnie od czerwca do lipca.
KwiatyZebrane w grona składające się z 5–14 purpurowofioletowych motylkowych kwiatów, których korona ma długość 12–15 mm. Ich żagielek ma przynajmniej taką długość, jak paznokieć. Grona krótsze są od liści, z których kąta wyrastają.
OwocJajowatorombowate strąki o długości ok. 1,5 cm zawierające zwykle 1–2 nasiona.

## Biologia i ekologia
Bylina, hemikryptofit. Siedlisko: świetliste lasy i zarośla. Kwitnie od maja do czerwca. W klasyfikacji zbiorowisk roślinnych gatunek charakterystyczny dla Ass. Agrimonio-Vicietum cassubicae.